# Ochthebius hebaueri
Ochthebius hebaueri es una especie de escarabajo del género Ochthebius, familia Hydraenidae. Fue descrita científicamente por Jaech en 1983.
Se distribuye por Montenegro (en el lago Shkodër). Mide 1,64 milímetros de longitud.